# Tata Group

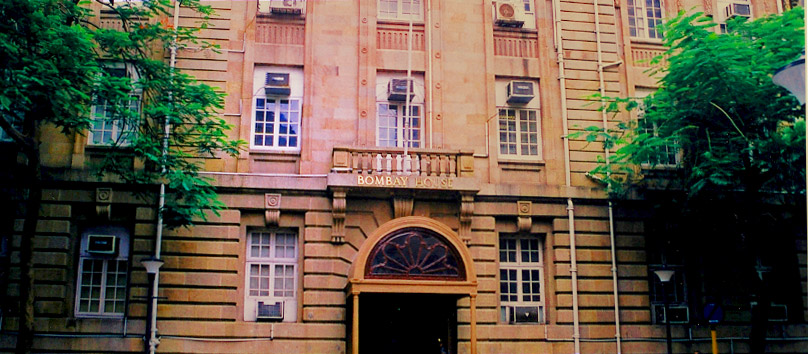
Centrala przedsiębiorstwa

Tata Group – największy indyjski konglomerat przemysłowy z siedzibą w Mumbaju, działający w sektorach: inżynieryjnym, surowcowym, samochodowym, komunikacyjnym, technologii informatycznych, chemicznym i energetycznym.
Założony w 1868 r. przez Jamsetji Tatę.
Obecnie działa nie tylko w Indiach, ale również w ponad 100 innych krajach. W jego skład wchodzą między innymi Tata Steel, Tata Motors, Tata Consultancy Services, Tata Communications, Tata Global Beverages i Tata Chemicals. Ich łączna kapitalizacja na dzień 31 marca 2017 wynosiła 130 miliardów USD, roczne przychody – 50 mld, a zatrudnienie – 700 tysięcy osób. 
Do konglomeratu należą też linie lotnicze Air India